# Акташі
Акта́ші (рос. Акташи, чув. Акташ) — присілок у Чувашії Російської Федерації, у складі Староатайського сільського поселення Красночетайського району.
Населення — 49 осіб (2010; 94 в 2002, 126 в 1979, 165 в 1939, 141 в 1926, 46 в 1906, 48 в 1859).
Національний склад (2002):
- чуваші — 100 %

## Історія
До 1866 року селяни мали статус державних, займались землеробством, тваринництвом. 1931 року створено колгосп «Більшовик». До 1920 року присілок входив до складу Шуматовської волості, до 1926 року — Хочашевської волості, до 1927 року — Атаєвської волості Ядринського повіту. З переходом на райони 1927 року — спочатку у складі Красночетайського, у період 1962–1965 років — у складі Шумерлинського, після чого знову переданий до складу Красночетайського району.